# Aristilo
Aristilo (siglo IV a. C.-siglo III a. C.) fue un astrónomo de la Antigua Grecia, que junto con Timocares de Alejandría, compiló uno de los primeros catálogos de estrellas que se conocen y que fueron utilizados posteriormente para establecer la precesión de los equinoccios.

## Biografía
Tanto Aristilo como Timocares trabajaban en el Museo de Alejandría y fueron destacados partícipes en la realización de una compilación sistemática de la posición de estrellas y los planetas haciendo uso de instrumentos graduados. Los datos de dicho catálogo sirvieron a Hiparco de Nicea para descubrir la precesión de los equinoccios al comparar sus observaciones de las posiciones de diversas estrellas con las obtenidas por Aristilo y Timocares siglo y medio antes. Por su parte, Ptolomeo usó las posiciones de los planetas recogidas por Aristilo y Timocares para deducir su teoría sobre el movimiento de los planetas.

## Reconocimientos
- El cráter lunar Aristillus lleva este nombre en su honor.

## Eponimia
- El cráter lunar Aristillus lleva este nombre en su memoria.[3]